# Bulverde (Teksas)
Bulverde je grad u američkoj saveznoj državi Teksas. Prema popisu stanovništva iz 2010. u njemu je živjelo 4.630 stanovnika.